# Museos del Colegio Pío de Villa Colón
Los Museos del Colegio Pío IX de Villa Colón, se encuentra ubicado en el Colegio Pío IX sobre la  Avenda Lezica 6375, en el barrio Lezica de Montevideo. Resguarda  obras de valor histórico, ciencias naturales y tecnología.

## Características

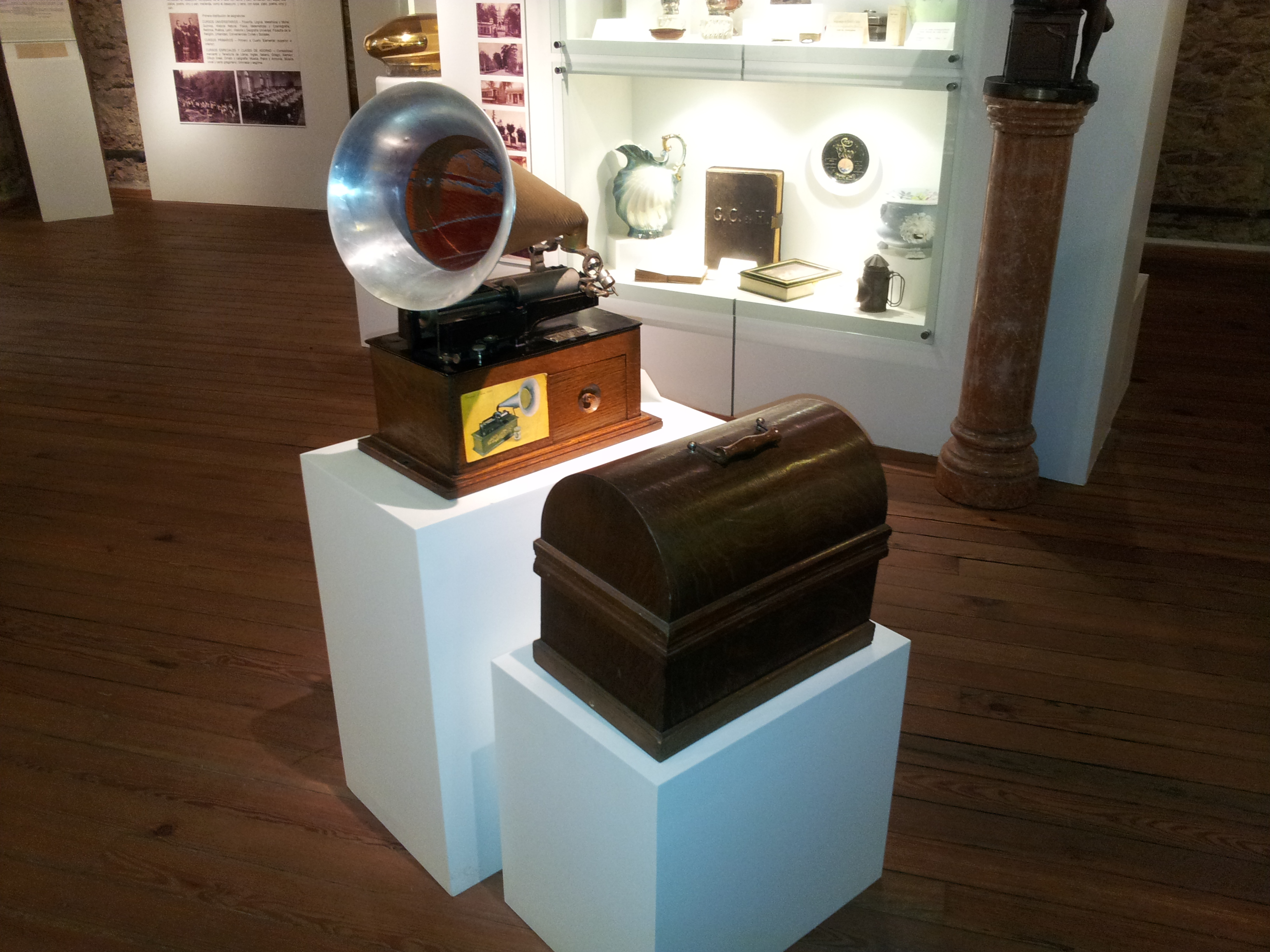
Interior del museo

El museo está conformado e integrado por tres museos, el Museo Histórico Monseñor Luis Lasagna creado en 1882, el Museo de Ciencias Naturales Luis Marzorati en 1925 y el observatorio meteorológico del Colegio Pío, creado en 1882 y reabierto en 2006. 